# A magyar labdarúgó-válogatott játékosainak listája (1976–)
Alábbi lista a magyar nemzeti válogatottban szerepelt játékosokat sorolja fel, sorszám, születési év, a válogatottban szereplés száma, válogatottbeli góljai, első, utolsó sorszáma, egyesületei szerint. Kapusoknál a kapott gólok (kg-x).
A lista adatai a 2019. november 19-i Wales-Magyarország mérkőzéssel (943-as) zárulnak.
| Ábécé szerinti tartalomjegyzék                      |
| --------------------------------------------------- |
| A B C D E F G H I J K L M N O P Q R S T U V W X Y Z |

## A
| Sorszám | Játékos              | Születési év | Válogatottság | Gólok száma | Első mérk. | Utolsó mérk. | Egyesület     |
| ------- | -------------------- | ------------ | ------------- | ----------- | ---------- | ------------ | ------------- |
| 725     | Aczél Zoltán         | 1967         | 2             | -           | 644        | 645          | Siófok        |
| 760     | Albert Flórián, ifj. | 1967         | 6             | -           | 675        | 702          | FTC           |
| 663     | Andrusch József      | 1956         | 5             | kg-5        | 588        | 602          | Honvéd        |
| 782     | Arany László         | 1971         | 3             | -           | 698        | 701          | Debrecen, FTC |
| 795     | Aranyos Imre         | 1966         | 3             | -           | 703        | 710          | BVSC, Vasas   |

## B
| Sorszám | Játékos            | Születési év | Válogatottság | Gólok száma | Első mérk. | Utolsó mérk. | Egyesület                                                   |
| ------- | ------------------ | ------------ | ------------- | ----------- | ---------- | ------------ | ----------------------------------------------------------- |
| 799     | Babos Gábor        | 1974         | 27            | kg-31       | 709        | 845          | MTK, Breda, Nijmegen                                        |
| 711     | Bácsi Sándor       | 1969         | 2             | -           | 638        | 650          | Újpest                                                      |
| 671     | Balog Tibor        | 1963         | 12            | -           | 599        | 633          | Vasas                                                       |
| 704     | Balog Tibor        | 1966         | 37            | 2           | 628        | 710          | MTK, Charleroi                                              |
| 745     | Balog Zoltán       | 1967         | 1             | -           | 660        | 660          | PMSC                                                        |
| 886     | Balog Zoltán       | 1978         | 6             | -           | 797        | 806          | FTC                                                         |
| 962     | Balogh Balázs      | 1990         | 2             | -           | 889        | 922          | Újpest, Puskás Akadémia                                     |
| 908     | Balogh Béla        | 1984         | 9             | -           | 814        | 826          | MTK, Colchester                                             |
| 917     | Balogh János       | 1982         | 1             | kg-2        | 823        | 823          | DVSC                                                        |
| 984     | Balogh Norbert     | 1996         | 2             | 0           | 916        | 917          | Palermo                                                     |
| 748     | Balogh Tamás       | 1967         | 3             | -           | 662        | 668          | FTC                                                         |
| 755     | Bánfi János        | 1969         | 25            | -           | 669        | 718          | Vác, Honvéd, Eendracht Aalst                                |
| 637     | Baranyi Sándor     | 1953         | 1             | -           | 552        | 552          | Videoton                                                    |
| 794     | Baranyi Miklós     | 1969         | 1             | -           | 702        | 7022         | Csepel                                                      |
| 843     | Bárányos Zsolt     | 1977         | 6             | -           | 759        | 803          | Lommel, Sopron, Vasas                                       |
| 992     | Baráth Botond      | 1992         | 11            | -           | 931        | 943          | Honvéd, Sporting Kansas City                                |
| 692     | Bérczy Balázs      | 1966         | 5             | -           | 617        | 692          | PMSC, Honvéd, Újpest                                        |
| 977     | Berecz Zsombor     | 1995         | 1             | -           | 914        | 914          | Vasas                                                       |
| 974     | Bese Barnabás      | 1994         | 20            | -           | 905        | 942          | MTK, Le Havre                                               |
| 679     | Boda Imre          | 1961         | 8             | 3           | 608        | 637          | MTK, Olimpiakosz Vólu                                       |
| 970     | Bódi Ádám          | 1990         | 1             | -           | 899        | 899          | DVSC                                                        |
| 723     | Bodnár László      | 1959         | 1             | kg-0        | 643        | 643          | PMSC                                                        |
| 834     | Bodnár László      | 1979         | 46            | -           | 746        | 849          | Dinamo Kijiv, Szaturn, Arszenal Kijiv, Roda, Salzburg, DVSC |
| 825     | Bódog Tamás        | 1970         | 5             | -           | 739        | 777          | Ulm, Mainz                                                  |
| 625     | Bodonyi Béla       | 1956         | 27            | 6           | 542        | 593          | Honvéd                                                      |
| 856     | Bodor Boldizsár    | 1982         | 24            | -           | 778        | 849          | Beerschot, Roda                                             |
| 934     | Bogdán Ádám        | 1987         | 20            | -           | 859        | 903          | Bolton, Liverpool                                           |
| 667     | Bognár György      | 1961         | 50            | 7           | 597        | 686          | MTK, Toulon Standard Liège, BVSC                            |
| 706     | Bognár Zoltán      | 1965         | 9             | 1           | 630        | 664          | Haladás, MTK                                                |
| 702     | Bordás Csaba       | 1968         | 4             | -           | 628        | 680          | Győri ETO                                                   |
| 898     | Bori Gábor         | 1984         | 1             | -           | 806        | 806          | MTK                                                         |
| 620     | Borostyán Mihály   | 1956–2005    | 5             | -           | 540        | 570          | DVTK                                                        |
| 629     | Borsó János        | 1953         | 1             | -           | 544        | 544          | MTK                                                         |
| 959     | Bosnjak Predrag    | 1985         | 1             | -           | 887        | 887          | Haladás                                                     |
| 978     | Botka Endre        | 1994         | 2             | -           | 914        | 924          | Honvéd, FTC                                                 |
| 943     | Böde Dániel        | 1986         | 25            | 5           | 876        | 932          | FTC                                                         |
| 862     | Böjte Attila       | 1976         | 6             | -           | 780        | 806          | Győri ETO, Újpest                                           |
| 839     | Böőr Zoltán        | 1978         | 21            | 1           | 758        | 804          | DVSC, Manisaspor                                            |
| 712     | Brockhauser István | 1965         | 10            | kg-15       | 639        | 692          | Újpest, Honvéd                                              |
| 647     | Budavári László    | 1953         | 1             | 1           | 569        | 569          | Csepel                                                      |
| 826     | Bukrán Gábor       | 1975         | 1             | -           | 739        | 739          | Walsall                                                     |
| 622     | Burcsa Győző       | 1954         | 15            | 3           | 540        | 611          | Videoton, Győri ETO, Auxerre                                |
| 890     | Buzsáky Ákos       | 1982         | 20            | 2           | 800        | 867          | Plymouth, QPR                                               |
| 726     | Bücs Zsolt         | 1963         | 2             | 1           | 644        | 645          | Vasas                                                       |
| 781     | Bükszegi Zoltán    | 1975         | 2             | -           | 697        | 700          | BVSC                                                        |

## C
| Sorszám | Játékos           | Születési év | Válogatottság | Gólok száma | Első mérk. | Utolsó mérk. | Egyesület           |
| ------- | ----------------- | ------------ | ------------- | ----------- | ---------- | ------------ | ------------------- |
| 757     | Czéh László       | 1968         | 2             | -           | 669        | 670          | Videoton            |
| 903     | Czvitkovics Péter | 1983         | 10            | -           | 813        | 865          | MTK, DVSC, Kortrijk |

## Cs
| Sorszám | Játékos            | Születési év | Válogatottság | Gólok száma | Első mérk. | Utolsó mérk. | Egyesület        |
| ------- | ------------------ | ------------ | ------------- | ----------- | ---------- | ------------ | ---------------- |
| 758     | Csábi József       | 1967         | 10            | 1           | 672        | 700          | Honvéd, BVSC     |
| 750     | Cseh András        | 1964         | 4             | -           | 666        | 670          | BVSC             |
| 707     | Csehi Tibor        | 1963         | 3             | -           | 631        | 655          | Honvéd           |
| 764     | Csertői Aurél      | 1965         | 11            | 1           | 679        | 696          | Győri ETO        |
| 724     | Csík Ferenc        | 1962         | 1             | -           | 643        | 643          | Veszprém         |
| 911     | Csizmadia Csaba    | 1985         | 12            | -           | 815        | 829          | Mattersburg      |
| 596     | Csongrádi Ferenc   | 1956         | 24            | -           | 502        | 591          | Videoton         |
| 645     | Csonka Gyula       | 1958         | 3             | -           | 569        | 628          | Győri ETO        |
| 701     | Csucsánszky Zoltán | 1965         | 5             | -           | 628        | 643          | Videoton         |
| 656     | Csuhay József      | 1957         | 11            | -           | 579        | 629          | Videoton, Honvéd |

## D
| Sorszám | Játékos           | Születési év | Válogatottság | Gólok száma | Első mérk. | Utolsó mérk. | Egyesület                                                                              |
| ------- | ----------------- | ------------ | ------------- | ----------- | ---------- | ------------ | -------------------------------------------------------------------------------------- |
| 634     | Dajka László      | 1959         | 24            | -           | 550        | 627          | Honvéd, Las Palmas                                                                     |
| 816     | Dárdai Pál        | 1976         | 61            | 5           | 724        | 847          | Hertha                                                                                 |
| 940     | Debreceni András  | 1989         | 1             | –           | 868        | 868          | Honvéd                                                                                 |
| 662     | Détári Lajos      | 1963         | 61            | 13          | 591        | 691          | Honvéd, Eintracht Frankfurt, Olimbiakósz, Bologna, Ancona, FTC, Genoa, Neuchâtel Xamax |
| 946     | Devecseri Szilárd | 1990         | 3             | -           | 882        | 884          | Haladás                                                                                |
| 963     | Dibusz Dénes      | 1990         | 9             | kg-9        | 891        | 942          | FTC                                                                                    |
| 660     | Disztl László     | 1962         | 28            | 1           | 584        | 674          | Videoton, Honvéd, Club Brugge                                                          |
| 659     | Disztl Péter      | 1960         | 37            | kg-47       | 584        | 638          | Videoton, Honvéd                                                                       |
| 776     | Dombi Tibor       | 1973         | 35            | 1           | 687        | 755          | DVSC, Eintracht Frankfurt, Utrecht                                                     |
| 798     | Dragóner Attila   | 1974         | 28            | -           | 705        | 795          | Stadler, BVSC, FTC, Vitória, Fortuna Köln                                              |
| 715     | Duró József       | 1960         | 21            | -           | 639        | 700          | Vasas, Siófok, Honvéd                                                                  |
| 842     | Dvéri Zsolt       | 1976         | 4             | -           | 758        | 784          | Újpest, Videoton                                                                       |
| 916     | Dzsudzsák Balázs  | 1986         | 108           | 20          | 819        | 943          | DVSC, PSV, Anzsi, Dinamo Moszkva, Bursaspor, el-Vahda, el-Ittihad                      |

## E
| Sorszám | Játékos          | Születési év | Válogatottság | Gólok száma | Első mérk. | Utolsó mérk. | Egyesület                                                     |
| ------- | ---------------- | ------------ | ------------- | ----------- | ---------- | ------------ | ------------------------------------------------------------- |
| 594     | Ebedli Zoltán    | 1953         | 12            | 1           | 502        | 575          | FTC                                                           |
| 791     | Egressy Gábor    | 1974         | 21            | 1           | 701        | 758          | Újpest, BVSC, MTK, DVTK, Zalaegerszeg                         |
| 929     | Elek Ákos        | 1988         | 48            | 1           | 849        | 926          | Videoton, Eskişehirspor, DVTK, Csangcsun Jataj, Kajrat Almati |
| 981     | Eppel Márton     | 1991         | 8             | 0           | 916        | 931          | Honvéd, Kajrat Almati                                         |
| 828     | Erős Károly      | 1971         | 2             | -           | 740        | 749          | MTK                                                           |
| 729     | Eszenyi Dénes    | 1968         | 12            | 1           | 644        | 681          | Újpest, Mechelen                                              |
| 631     | Esterházy Márton | 1956         | 29            | 11          | 546        | 624          | Honvéd, AÉK, Salzburg                                         |
| 882     | Éger László      | 1977         | 9             | -           | 793        | 812          | DVSC, Ejido                                                   |

## F
| Sorszám | Játékos           | Születési év | Válogatottság | Gólok száma | Első mérk. | Utolsó mérk. | Egyesület                       |
| ------- | ----------------- | ------------ | ------------- | ----------- | ---------- | ------------ | ------------------------------- |
| 853     | Farkas Balázs     | 1979         | 4             | -           | 775        | 784          | UTE                             |
| 909     | Farkas Balázs     | 1988         | 3             | -           | 814        | 817          | Dinamo Kijev                    |
| 734     | Farkas Simon      | 1965         | 1             | -           | 650        | 650          | Rába                            |
| 652     | Farkas Tibor      | 1957         | 6             | -           | 577        | 619          | Vasas, MTK                      |
| 780     | Farkasházy László | 1968         | 7             | -           | 697        | 716          | MTK                             |
| 895     | Feczesin Róbert   | 1986         | 12            | 4           | 805        | 942          | UTE, Brescia                    |
| 805     | Fehér Csaba       | 1975         | 41            | -           | 720        | 841          | UTE, Geel                       |
| 818     | Fehér Miklós      | 1979–2004    | 25            | 7           | 726        | 777          | Porto, Salgreiros               |
| 836     | Ferenczi István   | 1977         | 9             | 2           | 749        | 829          | MTK, L. Szofia                  |
| 998     | Ferenczi János    | 1991         | 1             | 0           | 938        | 938          | DVSC                            |
| 913     | Filkor Attila     | 1988         | 6             | -           | 816        | 827          | Internazionale                  |
| 964     | Fiola Attila      | 1990         | 27            | -           | 891        | 930          | Paks, Puskás Akadémia, Videoton |
| 703     | Fischer Pál       | 1966         | 19            | -           | 628        | 662          | FTC, Ajax...                    |
| 670     | Fitos József      | 1959–2022    | 12            | -           | 598        | 634          | Honvéd, Panathinaikosz...       |
| 699     | Fodor Imre        | 1963–1999    | 6             | -           | 626        | 675          | Honvéd, FTC                     |
| 965     | Forró Gyula       | 1988         | 1             | -           | 892        | 892          | Újpest                          |
| 949     | Futács Márkó      | 1990         | 3             | -           | 885        | 888          | DVTK                            |
| 769     | Füle Antal        | 1966–2020    | 1             | -           | 680        | 680          | Vác                             |
| 888     | Fülöp Márton      | 1983–2015    | 24            | kg-31       | 797        | 858          | Győr, Watford                   |
| 824     | Füzi Ákos dr.     | 1978         | 12            | -           | 735        | 780          | FTC, MTK                        |

## G
| Sorszám | Játékos         | Születési év | Válogatottság | Gólok száma | Első mérk. | Utolsó mérk. | Egyesület                                |
| ------- | --------------- | ------------ | ------------- | ----------- | ---------- | ------------ | ---------------------------------------- |
| 630     | Garaba Imre     | 1958         | 82            | 3           | 545        | 654          | Honvéd, Renes, Charleroi                 |
| 683     | Gáspár József   | 1955         | 4             | kg-4        | 612        | 643          | MTK, Molenbeek                           |
| 996     | Gazdag Dániel   | 1996         | 1             | 0           | 938        | 938          | Honvéd                                   |
| 722     | Gelei Károly    | 1964         | 1             | kg-0        | 642        | 642          | Antwerpen                                |
| 847     | Gera Zoltán     | 1979         | 97            | 26          | 760        | 915          | FTC, West Bromwich, Fulham               |
| 801     | Geress Zoltán   | 1970         | 1             | -           | 715        | 715          | Vasas                                    |
| 697     | Gregor József   | 1963         | 6             | -           | 626        | 654          | Honvéd                                   |
| 592     | Gujdár Sándor   | 1951         | 25            | kg-31       | 502        | 541          | Honvéd                                   |
| 950     | Gulácsi Péter   | 1990         | 31            | kg-43       | 886        | 943          | Red Bull Salzburg, RB Leipzig            |
| 942     | Guzmics Richárd | 1987         | 27            | 2           | 875        | 925          | Szombathely, Wisła Kraków, Jenpien Funde |

## Gy
| Sorszám | Játékos        | Születési év | Válogatottság | Gólok száma | Első mérk. | Utolsó mérk. | Egyesület                |
| ------- | -------------- | ------------ | ------------- | ----------- | ---------- | ------------ | ------------------------ |
| 843     | Gyepes Gábor   | 1981         | 26            | 1           | 759        | 844          | FTC, Wolverhampton       |
| 607     | Gyimesi László | 1957         | 12            | 1           | 532        | 626          | Honvéd, Genk             |
| 947     | Gyömbér Gábor  | 1988         | 1             | -           | 882        | 882          | Ferencváros              |
| 838     | Győri János    | 1976         | 2             | -           | 756        | 760          | MTK                      |
| 939     | Gyurcsó Ádám   | 1991         | 18            | 3           | 868        | 917          | Videoton, Pogoń Szczecin |

## H
| Sorszám | Játékos            | Születési év | Válogatottság | Gólok száma | Első mérk. | Utolsó mérk. | Egyesület                                                                |
| ------- | ------------------ | ------------ | ------------- | ----------- | ---------- | ------------ | ------------------------------------------------------------------------ |
| 775     | Hahn Árpád         | 1965         | 5             | -           | 686        | 705          | Vác, Kispest                                                             |
| 779     | Hajdu Attila       | 1971         | 10            | kg-12       | 692        | 723          | Csepel, FTC                                                              |
| 874     | Hajnal Tamás       | 1981         | 59            | 7           | 790        | 883          | St. Truident, Kaiserslauten, Karlsruher, Dortmund, Stuttgart, Ingolstadt |
| 649     | Hajszán Gyula      | 1961         | 37            | 4           | 571        | 683          | Rába ETO                                                                 |
| 606     | Halász István      | 1951–2016    | 4             | 2           | 525        | 536          | Tatabánya                                                                |
| 767     | Halmai Gábor       | 1972         | 57            | 4           | 679        | 755          | Kispest, Germinal...                                                     |
| 845     | Halmosi Péter      | 1979         | 35            | -           | 759        | 877          | Haladás, Grazer AK, Debrecen, Plymouth Argyle, Hull City                 |
| 761     | Hamar István       | 1970         | 25            | 4           | 677        | 752          | Kispest, MTK                                                             |
| 743     | Hámori Ferenc      | 1972         | 9             | 1           | 659        | 727          | MTK, Vasas                                                               |
| 691     | Handel György      | 1959–2021    | 1             | -           | 615        | 615          | Rába                                                                     |
| 976     | Hangya Szilveszter | 1994         | 4             | -           | 914        | 925          | Vasas                                                                    |
| 643     | Hannich Péter      | 1957         | 27            | 2           | 565        | 611          | Rába ETO, Nancy                                                          |
| 957     | Heffler Tibor      | 1987         | 2             | -           | 887        | 888          | Paks                                                                     |
| 666     | Herédi Attila      | 1959         | 5             | -           | 597        | 619          | Dózsa                                                                    |
| 774     | Herczeg Miklós     | 1974         | 12            | -           | 686        | 744          | ETO, Újpest                                                              |
| 855     | Hercegfalvi Zoltán | 1979         | 3             | -           | 778        | 784          | Videoton                                                                 |
| 680     | Híres Gábor        | 1958         | 4             | -           | 610        | 613          | MTK                                                                      |
| 993     | Holender Filip     | 1994         | 6             | 1           | 933        | 943          | Budapest Honvéd, Lugano                                                  |
| 995     | Holman Dávid       | 1993         | 5             | 1           | 936        | 942          | Slovan Bratislava                                                        |
| 902     | Horváth András     | 1980         | 2             | 1           | 809        | 810          | Sopron                                                                   |
| 790     | Horváth Attila     | 1971         | 2             | -           | 701        | 702          | ZTE                                                                      |
| 718     | Horváth Csaba      | 1969         | 3             | -           | 639        | 668          | MTK                                                                      |
| 793     | Horváth Ferenc     | 1973         | 32            | 11          | 702        | 756          | Fehérvár, FTC                                                            |
| 924     | Horváth Gábor      | 1985         | 4             | -           | 845        | 849          | Videoton                                                                 |
| 909     | Hrepka Ádám        | 1987         | 3             | -           | 814        | 816          | MTK                                                                      |
| 804     | Hrutka János       | 1974         | 24            | 3           | 720        | 761          | Kaiserslauten                                                            |
| 868     | Huszti Szabolcs    | 1983         | 51            | 7           | 783        | 851          | Sopron, FTC                                                              |

## I
| Sorszám | Játékos        | Születési év | Válogatottság | Gólok száma | Első mérk. | Utolsó mérk. | Egyesület        |
| ------- | -------------- | ------------ | ------------- | ----------- | ---------- | ------------ | ---------------- |
| 740     | Illés Béla     | 1968         | 64            | 15          | 658        | 755          | Haladás, Kispest |
| 770     | Ivanics László | 1964         | 1             | -           | 682        | 682          | ETO              |
| 601     | Izsó Ignác     | 1956         | 5             | 2           | 506        | 569          | Vasas            |

## J
| Sorszám | Játékos         | Születési év | Válogatottság | Gólok száma | Első mérk. | Utolsó mérk. | Egyesület                 |
| ------- | --------------- | ------------ | ------------- | ----------- | ---------- | ------------ | ------------------------- |
| 772     | Jagodics Zoltán | 1969         | 7             | 1           | 683        | 701          | Haladás, Győr             |
| 651     | Jancsika Károly | 1955         | 1             | -           | 575        | 575          | FTC                       |
| 716     | Jován Róbert    | 1967         | 5             | 1           | 639        | 699          | MTK, Vasas                |
| 802     | Juhár Tamás     | 1972         | 20            | -           | 716        | 777          | Vasas, UTE                |
| 866     | Juhász Roland   | 1983         | 95            | 6           | 783        | 914          | MTK, Anderlecht, Videoton |

## K
| Sorszám | Játékos             | Születési év | Válogatottság | Gólok száma | Első mérk. | Utolsó mérk. | Egyesület                                                           |
| ------- | ------------------- | ------------ | ------------- | ----------- | ---------- | ------------ | ------------------------------------------------------------------- |
| 835     | Kabát Péter         | 1977         | 16            | -           | 747        | 812          | Vasas, Göztepe                                                      |
| 933     | Kádár Tamás         | 1990         | 57            | 1           | 855        | 940          | Newcastle Utd, Roda, DVTK, Lech Poznán, Dinamo Kijiv                |
| 641     | Kakas László        | 1954         | 2             | kg-2        | 562        | 563          | FTC                                                                 |
| 953     | Kalmár Zsolt        | 1995         | 16            | -           | 886        | 942          | Győri ETO, RB Leipzig, Bröndby, DAC 1904                            |
| 752     | Kámán Attila        | 1969         | 1             | -           | 666        | 666          | Siófok                                                              |
| 912     | Kanta József        | 1984         | 3             | -           | 815        | 879          | MTK                                                                 |
| 901     | Kapcsos Vince       | 1981         | 1             | -           | 806        | 805          | REAC                                                                |
| 609     | Kardos Ernő         | 1954–2000    | 1             | -           | 532        | 532          | Pécsi MSC                                                           |
| 636     | Kardos József       | 1960–2022    | 33            | 3           | 551        | 611          | Dózsa                                                               |
| 695     | Katona György       | 1960         | 2             | -           | 619        | 641          | Dózsa                                                               |
| 612     | Katzirz Béla        | 1953         | 22            | kg-28       | 533        | 576          | Pécsi MSC                                                           |
| 749     | Kecskés Zoltán      | 1965         | 1             | -           | 663        | 663          | MTK                                                                 |
| 686     | Kékesi Rezső        | 1958         | 3             | -           | 612        | 629          | MTK                                                                 |
| 650     | Kelemen Gusztáv     | 1956–2017    | 1             | -           | 570        | 570          | Csepel                                                              |
| 673     | Keller József       | 1965         | 29            | -           | 607        | 687          | FTC                                                                 |
| 830     | Kenesei Krisztián   | 1977         | 29            | 9           | 740        | 804          | ZTE, MTK, Beijing                                                   |
| 598     | Kerekes Attila      | 1954         | 15            | -           | 504        | 573          | Békéscsaba                                                          |
| 640     | Kerekes György      | 1956         | 2             | -           | 559        | 561          | Debrecen                                                            |
| 881     | Kerekes Zsombor     | 1973         | 9             | 2           | 792        | 802          | DVSC, Willem                                                        |
| 599     | Kereki Zoltán       | 1953         | 37            | 7           | 504        | 550          | Haladás, ZTE                                                        |
| 733     | Keresztúri András   | 1967         | 20            | 2           | 649        | 719          | FTC, MTK                                                            |
| 664     | Kiprich József      | 1963         | 70            | 28          | 589        | 698          | Tatabánya, Feyenoord                                                |
| 803     | Király Gábor        | 1976         | 108           | kg-129      | 720        | 914          | Hertha, Crystal Palace, West Ham, 1860 München, Fulham, Szombathely |
| 626     | Kiss János          | 1952         | 1             | -           | 542        | 542          | DMVSC                                                               |
| 621     | Kiss László         | 1956         | 33            | 11          | 540        | 581          | Vasas                                                               |
| 648     | Kiss Sándor         | 1956         | 2             | 2           | 569        | 576          | Dózsa                                                               |
| 867     | Kiss Zoltán         | 1980         | 5             | -           | 783        | 813          | DVSC                                                                |
| 661     | Kisznyér Sándor     | 1958         | 1             | -           | 585        | 585          | Dózsa                                                               |
| 764     | Klausz László       | 1971         | 27            | 6           | 679        | 739          | Rába, Admira...                                                     |
| 971     | Kleinheisler László | 1994         | 29            | 2           | 901        | 940          | Videoton, Werder Bremen, Darmstadt, FTC, Astana, Osijek             |
| 983     | Kleisz Márk         | 1998         | 1             | 0           | 916        | 916          | Vasas                                                               |
| 605     | Kocsis István       | 1949–1994    | 20            | -           | 522        | 576          | Honvéd, Lierse                                                      |
| 891     | Koller Ákos         | 1974         | 2             | -           | 805        | 806          | Fehérvár                                                            |
| 920     | Koltai Tamás        | 1987         | 12            | -           | 830        | 876          | Győr                                                                |
| 925     | Koman Vladimir      | 1989         | 36            | 7           | 848        | 886          | AS Bari, Sampdoria, Monaco, FK Krasznodar, Ural                     |
| 638     | Komjáti András      | 1953         | 1             | -           | 557        | 557          | Vasas                                                               |
| 859     | Komlósi Ádám        | 1977         | 10            | -           | 779        | 850          | MTK, DVSC                                                           |
| 878     | Koplárovics Béla    | 1981         | 2             | -           | 792        | 793          | ZTE                                                                 |
| 935     | Korcsmár Zsolt      | 1989         | 26            | -           | 861        | 923          | SK Brann, Greuther Fürth, Midtjylland                               |
| 951     | Korhut Mihály       | 1988         | 22            | 1           | 886        | 942          | Debrecen, Hapóél B. Sheva, Árisz                                    |
| 846     | Korolovszky Gábor   | 1979         | 6             | -           | 760        | 778          | FTC                                                                 |
| 807     | Korsós Attila       | 1971         | 11            | 3           | 720        | 756          | UTE, Salzburg                                                       |
| 815     | Korsós György       | 1976         | 33            | 1           | 723        | 804          | Győr, Sturm Graz                                                    |
| 734     | Koszta János        | 1954         | 3             | kg-1        | 649        | 688          | Vác, Samsung                                                        |
| 655     | Kovács Attila       | 1956         | 7             | -           | 578        | 586          | Csepel                                                              |
| 615     | Kovács Béla         | 1952         | 2             | -           | 538        | 539          | MTK                                                                 |
| 823     | Kovács Béla         | 1977         | 1             | -           | 735        | 735          | FTC                                                                 |
| 687     | Kovács Ervin        | 1967         | 24            | 1           | 613        | 694          | Dózsa, Honvéd                                                       |
| 600     | Kovács István       | 1953–2020    | 10            | 1           | 504        | 550          | Vasas, Tatabánya                                                    |
| 944     | Kovács István       | 1992         | 15            | -           | 876        | 943          | Videoton                                                            |
| 768     | Kovács József       | 1966         | 2             | -           | 679        | 686          | FTC                                                                 |
| 665     | Kovács Kálmán       | 1965         | 56            | 19          | 596        | 697          | Honvéd, Auxerre...                                                  |
| 860     | Kovács Péter        | 1978         | 10            | 1           | 779        | 795          | Tromsö, V. Stravanger                                               |
| 800     | Kovács Zoltán       | 1973         | 20            | 2           | 712        | 803          | Újpest, PAOK                                                        |
| 988     | Kovácsik Ádám       | 1991         | 1             | kg-2        | 922        | 922          | Videoton                                                            |
| 674     | Kozma István        | 1964         | 40            | 1           | 607        | 698          | Dózsa, Dunaffer...                                                  |
| 657     | Kőhalmi Gábor       | 1955         | 2             | -           | 579        | 580          | Csepel                                                              |
| 875     | Kriston Attila      | 1975         | 1             | -           | 792        | 792          | Videoton                                                            |
| 614     | Kutasi László       | 1949         | 6             | -           | 536        | 542          | DVTK                                                                |
| 616     | Kuti László         | 1954         | 9             | 1           | 538        | 549          | Dunaújváros                                                         |
| 762     | Kuttor Attila       | 1970         | 19            | 1           | 679        | 783          | Rába, MTK, DVSC...                                                  |
| 677     | Kvaszta Lajos       | 1959         | 1             | -           | 607        | 607          | FTC                                                                 |

## L
| Sorszám | Játékos            | Születési év | Válogatottság | Gólok száma | Első mérk. | Utolsó mérk. | Egyesület                                    |
| ------- | ------------------ | ------------ | ------------- | ----------- | ---------- | ------------ | -------------------------------------------- |
| 927     | Laczkó Zsolt       | 1986         | 22            | -           | 848        | 882          | DVSC, Sampdoria, Vicenza, Padova             |
| 719     | Lakatos Ferenc     | 1965         | 1             | -           | 639        | 639          | MTK                                          |
| 813     | Lakos Pál          | 1974         | 4             | -           | 721        | 738          | Abedzadeh, Kakpur                            |
| 952     | Lang Ádám          | 1993         | 30            | 1           | 886        | 943          | Győri ETO, Videoton, Dijon, CFR Cluj, Omónia |
| 931     | Lázár Pál          | 1988         | 6             | -           | 851        | 865          | Videoton                                     |
| 928     | Lázok János        | 1984         | 2             | -           | 848        | 849          | MTK                                          |
| 871     | Leandro de Almeida | 1982         | 16            | -           | 785        | 900          | FTC, Atlético Paranaense, DVSC, Omónia       |
| 788     | Lendvai Miklós     | 1974–2023    | 23            | -           | 701        | 781          | ZTE, Verdree...                              |
| 709     | Limperger Zsolt    | 1968         | 22            | 1           | 635        | 671          | FTC, Real Burges                             |
| 738     | Lipcsei Péter      | 1972         | 58            | 1           | 655        | 778          | FTC, Porto...                                |
| 930     | Lipták Zoltán      | 1984         | 18            | 1           | 850        | 889          | Videoton, Győri ETO                          |
| 778     | Lisztes Krisztián  | 1976         | 49            | 9           | 690        | 782          | FTC, Stuttgart...                            |
| 690     | Lovász Ferenc      | 1967         | 1             | -           | 614        | 614          | PMSC                                         |
| 945     | Lovrencsics Gergő  | 1988         | 36            | 1           | 879        | 943          | Lech Poznań, Ferencváros                     |
| 849     | Lőw Zsolt          | 1979         | 25            | 1           | 763        | 832          | UTE, E. Cottbus                              |
| 721     | Lőrincz Emil       | 1965         | 37            | 3           | 641        | 718          | MTK, Molenbeek                               |

## M
| Sorszám | Játékos          | Születési év | Válogatottság | Gólok száma | Első mérk. | Utolsó mérk. | Egyesület              |
| ------- | ---------------- | ------------ | ------------- | ----------- | ---------- | ------------ | ---------------------- |
| 789     | Madar Csaba      | 1974         | 3             | -           | 701        | 705          | Debrecen               |
| 597     | Májer Lajos      | 1956–1998    | 3             | -           | 503        | 543          | Videoton               |
| 897     | Majoros Árpád    | 1983         | 1             | -           | 806        | 806          | Vasas                  |
| 700     | Máriási Zsolt    | 1967         | 5             | -           | 628        | 643          | Videoton               |
| 982     | Márkvárt Dávid   | 1994         | 3             | -           | 916        | 923          | Puskás Akadémia        |
| 727     | Marozsán János   | 1965         | 4             | -           | 644        | 652          | Siófok, Honvéd         |
| 604     | Martos Győző     | 1949         | 34            | -           | 515        | 576          | FTC, Volán, Waterschei |
| 720     | Márton Gábor     | 1966         | 21            | 1           | 641        | 697          | PMSC, Kispest...       |
| 806     | Mátyus János     | 1974         | 34            | 3           | 720        | 762          | Kispest, FTC           |
| 975     | Megyeri Balázs   | 1990         | 1             | kg-2        | 914        | 914          | Greuther Fürth         |
| 654     | Mészáros Ferenc  | 1963         | 21            | 4           | 577        | 671          | PMSC, Lokeren...       |
| 938     | Mészáros Norbert | 1980         | 9             | -           | 868        | 884          | DVSC                   |
| 698     | Mészöly Géza     | 1967         | 18            | -           | 626        | 698          | Vasas, Le Havre...     |
| 837     | Vasile Miriuță   | 1968         | 9             | 1           | 747        | 778          | E Cottbus, Duisburg    |
| 642     | Moldván Miklós   | 1957         | 3             | -           | 562        | 565          | Nyíregyháza            |
| 851     | Molnár Balázs    | 1977         | 14            | -           | 765        | 811          | ZTE, Ankaraspor        |
| 713     | Mónos Tamás      | 1968         | 22            | -           | 639        | 700          | Veszprém, Germinal...  |
| 789     | Mracskó Mihály   | 1968         | 25            | -           | 680        | 719          | Békéscsaba, Győr       |

## N
| Sorszám | Játékos          | Születési év | Válogatottság | Gólok száma | Első mérk. | Utolsó mérk. | Egyesület                                                                                   |
| ------- | ---------------- | ------------ | ------------- | ----------- | ---------- | ------------ | ------------------------------------------------------------------------------------------- |
| 969     | Nagy Ádám        | 1995         | 36            | 1           | 898        | 943          | Ferencváros, Bologna, Bristol City                                                          |
| 613     | Nagy Antal       | 1956         | 32            | 2           | 536        | 627          | Honvéd, Nancy, Yverdon                                                                      |
| 987     | Nagy Dániel      | 1991         | 2             | -           | 921        | 923          | Újpest                                                                                      |
| 979     | Nagy Dominik     | 1995         | 10            | 1           | 914        | 941          | Ferencváros, Legia Warszawa                                                                 |
| 960     | Nagy Gábor       | 1985         | 1             | -           | 888        | 888          | Haladás                                                                                     |
| 669     | Nagy József      | 1960         | 1             | -           | 598        | 598          | Haladás                                                                                     |
| 783     | Nagy Norbert     | 1969–2003    | 16            | 1           | 698        | 715          | Stadler, FTC                                                                                |
| 786     | Nagy Tamás       | 1976         | 3             | -           | 700        | 749          | Csepel, Dunaffer                                                                            |
| 732     | Nagy Tibor       | 1962         | 17            | 1           | 649        | 675          | Vác, Samsung                                                                                |
| 1000    | Nagy Zsolt       | 1993         | 2             | 0           | 942        | 943          | Puskás Akadémia                                                                             |
| 926     | Németh Krisztián | 1989         | 37            | 4           | 848        | 938          | AÉK, Olimbiakósz Vólu, MTK, Waalwijk, Roda, Sporting KC, Al-Gharafa, New England Revolution |
| 854     | Németh Norbert   | 1981         | 2             | -           | 778        | 779          | Győr                                                                                        |
| 948     | Nikolics Nemanja | 1987         | 27            | 5           | 883        | 925          | Videoton, Legia Warszawa, Chicago Fire                                                      |
| 876     | Nikolov Balázs   | 1977         | 3             | -           | 792        | 794          | DVSC                                                                                        |

## Ny
| Sorszám | Játékos     | Születési év | Válogatottság | Gólok száma | Első mérk. | Utolsó mérk. | Egyesület |
| ------- | ----------- | ------------ | ------------- | ----------- | ---------- | ------------ | --------- |
| 784     | Nyilas Elek | 1969         | 14            | 2           | 699        | 718          | FTC       |

## O, Ö
| Sorszám | Játékos                 | Születési év | Válogatottság | Gólok száma | Első mérk. | Utolsó mérk. | Egyesület       |
| ------- | ----------------------- | ------------ | ------------- | ----------- | ---------- | ------------ | --------------- |
| 991     | Orban Willi             | 1992         | 12            | 3           | 930        | 941          | RB Leipzig      |
| 742     | Orosz Ferenc            | 1969         | 17            | 3           | 659        | 718          | Vác, Kispest... |
| 919     | Orosz Péter (labdarúgó) | 1981         | 3             | -           | 829        | 831          | Innsbruck       |
| 989     | Otigba Kenneth          | 1992         | 2             | -           | 924        | 925          | Ferencváros     |

## P
| Sorszám | Játékos           | Születési év | Válogatottság | Gólok száma | Első mérk. | Utolsó mérk. | Egyesület |
| ------- | ----------------- | ------------ | ------------- | ----------- | ---------- | ------------ | --- |
| 714     | Palaczky János    | 1968         | 7             | -           | 639        | 654          | PMSC |
| 753     | Páling Zsolt      | 1969         | 2             | -           | 668        | 671          | FTC |
| 593     | Paróczai Sándor   | 1955         | 9             | -           | 502        | 551          | Békéscsaba, Honvéd |
| 602     | Pásztor József    | 1954         | 9             | 1           | 509        | 552          | Békéscsaba |
| 941     | Pátkai Máté       | 1988         | 23            | 2           | 874        | 943          | Győri ETO, Videoton |
| 853     | Pest Krisztián    | 1975         | 1             | -           | 778        | 778          | PMFC |
| 628     | Péter Zoltán      | 1958         | 28            | 4           | 543        | 616          | ZTE |
| 717     | Petres Tamás      | 1968         | 4             | 1           | 639        | 644          | Veszprém, St. Pölten |
| 814     | Pető Tamás        | 1974         | 14            | -           | 722        | 760          | UTE, Vasas |
| 831     | Pető Zoltán       | 1974         | 9             | -           | 741        | 807          | DVSC, Geel... |
| 705     | Petry Zsolt       | 1966         | 38            | kg-51       | 628        | 703          | Videoton, Honvéd |
| 932     | Pintér Ádám       | 1988         | 29            | –           | 854        | 925          | Real Zaragoza, Tom Tomszk, Levadiakósz, Ferencváros, Greuther Fürth                                                                                    |
| 678     | Pintér Attila     | 1966         | 20            | 3           | 608        | 658          | FTC, Beerschol |
| 850     | Pintér Zoltán     | 1977         | 1             | -           | 763        | 763          | Kispest |
| 735     | Pisont István     | 1970         | 31            | 1           | 650        | 738          | Honvéd, Eintracht F. |
| 792     | Plókai Attila     | 1969         | 7             | 1           | 702        | 710          | Kispest |
| 688     | Plotár Gyula      | 1961         | 1             | -           | 613        | 613          | Tatabánya |
| 883     | Pollák Zoltán     | 1984         | 2             | 1           | 793        | 816          | MTK |
| 872     | Polonkai Attila   | 1979         | 3             | -           | 785        | 808          | UTE, REAC |
| 967     | Poór Patrik       | 1993         | 1             | -           | 893        | 893          | MTK |
| 884     | Posza Zsolt       | 1977         | 1             | -           | 793        | 793          | Vasas |
| 635     | Pölöskei Gábor    | 1960         | 15            | 4           | 550        | 613          | Rába, FTC, MTK |
| 821     | Preisinger Sándor | 1973         | 5             | -           | 733        | 743          | MTK, Geel |
| 676     | Preszeller Tamás  | 1958         | 7             | 1           | 607        | 620          | Győr |
| 889     | Priskin Tamás     | 1986         | 63            | 17          | 799        | 923          | Győr, Watford, Preston North End, Ipswich Town, QPR, Swansea, Derby County, FKA Vlagyikavkaz, Makkabi Haifa, Győri ETO, Slovan Bratislava, Ferencváros |
| 761     | Puglits Gábor     | 1967         | 7             | -           | 679        | 688          | Vác |

## R
| Sorszám | Játékos            | Születési év | Válogatottság | Gólok száma | Első mérk. | Utolsó mérk. | Egyesület                                         |
| ------- | ------------------ | ------------ | ------------- | ----------- | ---------- | ------------ | ------------------------------------------------- |
| 893     | Rabóczki Balázs    | 1978         | 2             | kg-2        | 805        | 806          | Köbenhavn                                         |
| 877     | Rajczi Péter       | 1981         | 11            | 3           | 792        | 824          | UTE, Barnsteg                                     |
| 894     | Regedei Csaba      | 1983         | 2             | -           | 805        | 806          | Győr                                              |
| 759     | Répási László      | 1966         | 1             | -           | 675        | 675          | Vác                                               |
| 906     | Rodenbücher István | 1984         | 2             | -           | 814        | 816          | MTK                                               |
| 653     | Róth Antal         | 1960         | 29            | 1           | 577        | 636          | PMSC, Feyenord                                    |
| 870     | Rósa Dénes         | 1977         | 10            | -           | 785        | 805          | FTC                                               |
| 833     | Rósa Henrik        | 1974         | 4             | 1           | 744        | 763          | Dunaffer, Vasas                                   |
| 685     | Rostás Sándor      | 1962–2019    | 1             | -           | 612        | 612          | Dózsa                                             |
| 956     | Rózsa Dániel       | 1984         | 2             | kg-0        | 887        | 888          | Haladás                                           |
| 921     | Rudolf Gergely     | 1985         | 28            | 10          | 832        | 889          | DVSC, Genoa, Bari, Panathinaikos, DVTK, Győri ETO |
| 730     | Rugovics Vendel    | 1967         | 3             | -           | 648        | 655          | Veszprém, Győr                                    |

## S
| Sorszám | Játékos         | Születési év | Válogatottság | Gólok száma | Első mérk. | Utolsó mérk. | Egyesület                                                                    |
| ------- | --------------- | ------------ | ------------- | ----------- | ---------- | ------------ | ---------------------------------------------------------------------------- |
| 619     | Salamon József  | 1948         | 3             | -           | 540        | 542          | DVTK                                                                         |
| 832     | Salamon Miklós  | 1974         | 2             | -           | 743        | 772          | Dunaffer, Győr                                                               |
| 972     | Sallai Roland   | 1997         | 16            | 1           | 904        | 943          | Puskás Akadémia, Palermo, APÓEL, Freiburg                                    |
| 639     | Sallai Sándor   | 1960         | 55            | 1           | 558        | 637          | Debrecen, Honvéd                                                             |
| 747     | Sallói István   | 1966         | 13            | 1           | 662        | 698          | Videoton, Beitar Jerusalem                                                   |
| 904     | Sándor György   | 1984         | 9             | -           | 814        | 885          | UTE, Videoton                                                                |
| 693     | Sass János      | 1966         | 14            | -           | 617        | 635          | Honvéd                                                                       |
| 797     | Sáfár Szabolcs  | 1974         | 14            | kg-19       | 705        | 749          | Vasas, Wüstenrot                                                             |
| 773     | Sándor Tamás    | 1974         | 14            | -           | 684        | 740          | Debrecen, Torino                                                             |
| 810     | Sebők József    | 1975         | 12            | 2           | 721        | 783          | ZTE, Nicosia                                                                 |
| 787     | Sebők Vilmos    | 1973         | 52            | 9           | 701        | 807          | UTE, Bristol                                                                 |
| 997     | Sigér Dávid     | 1990         | 2             | -           | 938        | 941          | FTC                                                                          |
| 857     | Simek Péter     | 1980         | 9             | -           | 778        | 794          | UTE                                                                          |
| 966     | Simon Ádám      | 1990         | 3             | -           | 893        | 896          | Videoton                                                                     |
| 961     | Simon Krisztián | 1991         | 4             | -           | 888        | 892          | Újpest                                                                       |
| 710     | Simon Tibor     | 1965–2002    | 16            | -           | 638        | 699          | FTC                                                                          |
| 900     | Sitku Illés     | 1978         | 1             | -           | 806        | 806          | Fehérvár                                                                     |
| 736     | Somogyi József  | 1968         | 6             | -           | 650        | 733          | Rába                                                                         |
| 632     | Soós István     | 1952         | 1             | -           | 547        | 547          | ZTE                                                                          |
| 822     | Sowunmi Thomas  | 1978         | 10            | 1           | 735        | 810          | Vasas, Dunaffer                                                              |
| 861     | Stark Péter     | 1978         | 19            | -           | 780        | 803          | Győr                                                                         |
| 936     | Stieber Zoltán  | 1988         | 26            | 3           | 862        | 928          | 1. FSV Mainz, Greuther Fürth, Hamburg, Nürnberg, Kaiserslautern, D.C. United |

## Sz
| Sorszám | Játékos               | Születési év | Válogatottság | Gólok száma | Első mérk. | Utolsó mérk. | Egyesület                                                                |
| ------- | --------------------- | ------------ | ------------- | ----------- | ---------- | ------------ | ------------------------------------------------------------------------ |
| 694     | Szabadi László        | 1961         | 2             | -           | 619        | 622          | Vasas                                                                    |
| 852     | Szabics Imre          | 1981         | 36            | 13          | 772        | 881          | Sturm Graz, Stuttgart, Köln, Mainz                                       |
| 627     | Szabó György          | 1942         | 1             | -           | 543        | 543          | Tatabánya                                                                |
| 955     | Szabó János           | 1989         | 6             | -           | 886        | 927          | Paks                                                                     |
| 658     | Szabó Ottó            | 1955         | 1             | -           | 582        | 582          | Rába ETO                                                                 |
| 937     | Szakály Péter         | 1986         | 6             | -           | 868        | 886          | DVSC                                                                     |
| 922     | Szalai Ádám           | 1987         | 61            | 21          | 838        | 943          | Real Madrid Castilla, Mainz, Schalke, Hoffenheim, Hannover               |
| 684     | Szalai Attila         | 1965         | 2             | -           | 612        | 613          | MTK                                                                      |
| 999     | Szalai Attila         | 1998         | 1             | -           | 942        | 942          | Apóllon Lemeszú                                                          |
| 696     | Szalma József         | 1966         | 15            | 1           | 625        | 663          | Tatabánya, Fortuna Sittard                                               |
| 841     | Szamosi Tamás         | 1974         | 3             | -           | 758        | 768          | Zalaegerszeg                                                             |
| 618     | Szántó Gábor          | 1958         | 12            | -           | 540        | 563          | DVTK, FTC                                                                |
| 869     | Szélesi Zoltán        | 1981         | 28            | -           | 785        | 895          | UTE, E. Cottbus, Strasbourg, Debrecen, Olimbiakósz Vólu, Puskás Akadémia |
| 675     | Szekeres József       | 1964         | 7             | 1           | 607        | 638          | Békéscsaba, Tatabánya                                                    |
| 817     | Szekeres Tamás        | 1972         | 6             | -           | 724        | 774          | FTC                                                                      |
| 668     | Szendrei József       | 1954         | 10            | kg-6        | 598        | 621          | Dózsa, Málaga                                                            |
| 644     | Szentes Lázár         | 1955         | 6             | 3           | 565        | 576          | Rába ETO                                                                 |
| 809     | Szilveszter Ferenc    | 1971         | 4             | -           | 721        | 724          | Vasas                                                                    |
| 777     | Szlezák Zoltán        | 1967         | 9             | -           | 690        | 719          | UTE                                                                      |
| 994     | Szoboszlai Dominik    | 2000         | 8             | 1           | 934        | 943          | Red Bull Salzburg                                                        |
| 611     | Szokolai László       | 1952         | 12            | 2           | 532        | 593          | FTC, Sturm Graz                                                          |
| 968     | Szolnoki Roland       | 1992         | 1             | -           | 895        | 895          | Videoton                                                                 |
| 820     | Sztipánovics Barnabás | 1974         | 1             | -           | 729        | 729          | Rijeka                                                                   |
| 848     | Szűcs Lajos           | 1973         | 3             | kg-2        | 761        | 794          | FTC                                                                      |

## T
| Sorszám | Játékos          | Születési év | Válogatottság | Gólok száma | Első mérk. | Utolsó mérk. | Egyesület                    |
| ------- | ---------------- | ------------ | ------------- | ----------- | ---------- | ------------ | ---------------------------- |
| 885     | Takács Ákos      | 1982         | 5             | 1           | 797        | 801          | FTC                          |
| 899     | Takács Zoltán    | 1983         | 1             | -           | 806        | 806          | Honvéd                       |
| 608     | Tatár György     | 1952–2024    | 11            | 5           | 532        | 552          | DVTK                         |
| 746     | Telek András     | 1970         | 24            | -           | 661        | 706          | FTC                          |
| 623     | Tepszics Ignác   | 1958         | 1             | -           | 541        | 541          | FTC                          |
| 610     | Tieber László    | 1949         | 2             | 2           | 532        | 536          | Videoton                     |
| 918     | Tímár Krisztián  | 1979         | 4             | -           | 829        | 842          | Plymouth                     |
| 910     | Tisza Tibor      | 1984         | 5             | -           | 815        | 829          | UTE                          |
| 840     | Tokody Tibor     | 1980         | 2             | 1           | 758        | 772          | Újpest                       |
| 689     | Toma Árpád       | 1958         | 5             | -           | 614        | 618          | PMSC                         |
| 859     | Torghelle Sándor | 1982         | 42            | 11          | 779        | 849          | MTK, Crystal Palace          |
| 796     | Torma Gábor      | 1976         | 7             | -           | 704        | 715          | Brugge, Roda...              |
| 873     | Tóth András      | 1973         | 5             | -           | 786        | 790          | Vasas                        |
| 863     | Tóth Balázs      | 1981         | 34            | -           | 780        | 850          | Videoton, Malatayspor        |
| 985     | Tóth Bence       | 1998         | 1             | -           | 917        | 917          | Puskás Akadémia              |
| 865     | Tóth Mihály      | 1974         | 1             | -           | 783        | 783          | Sopron                       |
| 808     | Tóth Norbert     | 1976         | 19            | 1           | 720        | 799          | UTE, Vasas                   |
| 617     | Tóth Zoltán      | 1955         | 1             | kg-2        | 539        | 539          | Dózsa                        |
| 829     | Tököli Attila    | 1976         | 25            | 3           | 740        | 859          | Dunaffer, FTC                |
| 603     | Törőcsik András  | 1955–2022    | 45            | 12          | 511        | 588          | Dózsa                        |
| 896     | Tőzsér Dániel    | 1985         | 31            | 1           | 805        | 899          | FTC, AEK, Genk, Watford, QPR |
| 646     | Tulipán Mihály   | 1955–1986    | 1             | -           | 569        | 569          | Csepel                       |

## U
| Sorszám | Játékos        | Születési év | Válogatottság | Gólok száma | Első mérk. | Utolsó mérk. | Egyesület        |
| ------- | -------------- | ------------ | ------------- | ----------- | ---------- | ------------ | ---------------- |
| 986     | Ugrai Roland   | 1992         | 5             | 1           | 920        | 924          | DVTK             |
| 739     | Urbán Flórián  | 1968         | 40            | 4           | 657        | 773          | Rába, Waregem... |
| 728     | Urbányi István | 1967         | 2             | -           | 644        | 647          | Honvéd           |

## V
| Sorszám | Játékos          | Születési év | Válogatottság | Gólok száma | Első mérk. | Utolsó mérk. | Egyesület                                              |
| ------- | ---------------- | ------------ | ------------- | ----------- | ---------- | ------------ | ------------------------------------------------------ |
| 731     | Váczi Dénes      | 1964         | 7             | -           | 649        | 702          | Tatabánya, Csepel                                      |
| 811     | Váczi Zoltán     | 1966         | 2             | -           | 721        | 722          | Vasas                                                  |
| 879     | Vadócz Krisztián | 1985         | 42            | 2           | 792        | 927          | Honvéd, Auxerre, Kitchee SC                            |
| 880     | Vanczák Vilmos   | 1983         | 79            | 4           | 792        | 898          | UTE, St.Truiden, Sion                                  |
| 681     | Varga István     | 1963         | 8             | -           | 610        | 643          | MTK, Waregem...                                        |
| 633     | Varga József     | 1954         | 31            | 1           | 550        | 606          | Honvéd, Denizlispor                                    |
| 923     | Varga József     | 1988         | 34            | -           | 844        | 927          | Debreceni VSC, Greuther Fürth, Middlesbrough, Videoton |
| 990     | Varga Kevin      | 1996         | 1             | 0           | 927        | 927          | Debreceni VSC                                          |
| 954     | Varga Roland     | 1990         | 19            | 3           | 886        | 943          | Győri ETO, Ferencváros                                 |
| 914     | Vaskó Tamás      | 1984         | 12            | -           | 816        | 839          | UTE, Bristol City                                      |
| 907     | Vass Ádám        | 1988         | 11            | -           | 814        | 832          | Stoke City, Brescia                                    |
| 751     | Véber György     | 1969         | 3             | -           | 666        | 692          | UTE                                                    |
| 958     | Vécsei Bálint    | 1993         | 2             | -           | 887        | 888          | Budapest Honvéd                                        |
| 682     | Végh Tibor       | 1956         | 1             | -           | 611        | 611          | Videoton                                               |
| 744     | Végh Zoltán      | 1971         | 25            | kg-39       | 660        | 820          | Rába, Hapoel...                                        |
| 892     | Vermes Krisztián | 1985         | 6             | -           | 805        | 856          | UTE                                                    |
| 973     | Vida Máté        | 1996         | 6             | -           | 904        | 942          | Vasas, DAC                                             |
| 887     | Vincze Gábor     | 1976         | 1             | -           | 797        | 797          | Livingston                                             |
| 672     | Vincze István    | 1967         | 44            | 8           | 600        | 704          | Tatabánya, Lecce...                                    |
| 812     | Vincze Ottó      | 1974         | 11            | -           | 721        | 797          | FTC, Mannheim                                          |
| 980     | Vinícius Paulo   | 1990         | 7             | -           | 915        | 933          | Videoton                                               |
| 864     | Vlaszák Géza     | 1973         | 5             | kg-6        | 781        | 806          | UTE                                                    |

## W
| Sorszám | Játékos         | Születési év | Válogatottság | Gólok száma | Első mérk. | Utolsó mérk. | Egyesület     |
| ------- | --------------- | ------------ | ------------- | ----------- | ---------- | ------------ | ------------- |
| 819     | Waltner Róbert  | 1977         | 6             | -           | 728        | 793          | Videoton, ZTE |
| 595     | Weimper István  | 1953         | 6             | -           | 502        | 543          | Honvéd        |
| 754     | Wukovics László | 1970         | 3             | -           | 668        | 693          | FTC, Újpest   |

## Z
| Sorszám | Játékos         | Születési év | Válogatottság | Gólok száma | Első mérk. | Utolsó mérk. | Egyesület     |
| ------- | --------------- | ------------ | ------------- | ----------- | ---------- | ------------ | ------------- |
| 827     | Zavadszky Gábor | 1974–2006    | 4             | -           | 739        | 774          | Dunaffer, MTK |
| 741     | Zombori András  | 1965         | 2             | -           | 659        | 660          | Vác           |
| 785     | Zombori Zalán   | 1975         | 1             | -           | 700        | 700          | Csepel        |
| 756     | Zvara József    | 1966         | 2             | -           | 669        | 670          | Vasas         |

## Zs
| Sorszám | Játékos        | Születési év | Válogatottság | Gólok száma | Első mérk. | Utolsó mérk. | Egyesület     |
| ------- | -------------- | ------------ | ------------- | ----------- | ---------- | ------------ | ------------- |
| 624     | Zsiborás Gábor | 1957–1993    | 4             | kg-5        | 542        | 613          | FTC           |
| 915     | Zsidai László  | 1986         | 3             | -           | 816        | 888          | MTK, Debrecen |
| 708     | Zsinka János   | 1965         | 1             | -           | 633        | 633          | Dunaújváros   |